# Nyírlugos
Nyírlugos  este un oraș în districtul Nyírbátor, județul Szabolcs-Szatmár-Bereg, Ungaria, având o populație de 2.997 de locuitori (2011). 

## Demografie
Componența etnică a orașului Nyírlugos
     Maghiari (93,06%)
     Romi (6,94%)
Componența confesională a orașului Nyírlugos
     Greco-catolici (36,94%)
     Romano-catolici (34%)
     Reformați (4,84%)
     Fără religie (3,57%)
     Necunoscută (20,55%)
     Atei (0,1%)
     Alte religii (0,2%)
Conform recensământului din 2011, orașul Nyírlugos avea 2.997 de locuitori. Din punct de vedere etnic, majoritatea locuitorilor (93,06%) erau maghiari, cu o minoritate de romi (6,94%). Nu există o religie majoritară, locuitorii fiind greco-catolici (36,94%), romano-catolici (34,0%), reformați (4,84%) și persoane fără religie (3,57%). Pentru 20,55% din locuitori nu este cunoscută apartenența confesională.